# Sakartvelos tasi 2013-2014
La Sakartvelos tasi 2013-2014 (in georgiano საქართველოს თასი, Coppa di Georgia), nota anche come Coppa David Kipiani 2013-2014, è stata la 24ª edizione del trofeo. La competizione è iniziata il 21 agosto 2013 e si è conclusa il 21 maggio 2014 con la finale. La Dinamo Tbilisi ha vinto la coppa per l'undicesima volta nella sua storia, la seconda consecutiva.

## Squadre Partecipanti
| Umaglesi Liga | Pirveli Liga |
| Chik. Sachkhere Dila Gori Dinamo Tbilisi Guria Lanchkhuti Merani Mart'vili Met'alurgi Rustavi Sioni Bolnisi Spartaki-Tskhinvali T'orp'edo Kutaisi WIT Georgia Zest'aponi Zugdidi | Algeti Chiatura Dinamo Batumi Gagra K'olkheti Khobi K'olkheti-1913 Poti Liakhvi Achabeti Lok’omot’ivi Tbilisi Mertskhali Ozurgeti Samgurali Ts'q'alt'ubo Samt'redia Sapovnela Shukura Kobuleti Squri STU Tbilisi Sulori Vani |

## Primo turno
| Squadra 1                             | Totale | Squadra 2            | Andata | Ritorno     |
| ------------------------------------- | ------ | -------------------- | ------ | ----------- |
| 21 agosto 2013 / 5 settembre 2013     |        |                      |        |             |
| Spartaki-Tskhinvali                   | 7 - 3  | Chiatura             | 4 - 1  | 3 - 2       |
| 21-22 agosto 2013 / 17 settembre 2013 |        |                      |        |             |
| Algeti                                | 2 - 5  | Lok’omot’ivi Tbilisi | 1 - 2  | 1 - 3       |
| Zugdidi                               | 2 - 3  | K'olkheti Khobi      | 1 - 1  | 1 - 2 (dts) |
| Guria Lanchkhuti                      | 8 - 3  | Sapovnela            | 5 - 1  | 3 - 2       |
| Samt'redia                            | 2 - 4  | Merani Mart'vili     | 2 - 4  | 0 - 0       |
| Shukura Kobuleti                      | 3 - 1  | Squri                | 1 - 0  | 2 - 1       |
| Sioni Bolnisi                         | 11 - 3 | STU Tbilisi          | 6 - 1  | 5 - 2       |
| Liakhvi Achabeti                      | Canc.  | WIT Georgia          | Canc.  | Canc.       |
| Met'alurgi Rustavi                    | 3 - 1  | Gagra                | 2 - 0  | 1 - 1       |
| Dinamo Batumi                         | 9 - 1  | Mertskhali Ozurgeti  | 6 - 0  | 3 - 1       |
| Samgurali Ts'q'alt'ubo                | 1 - 3  | K'olkheti-1913 Poti  | 1 - 2  | 0 - 1       |
| Sulori Vani                           | 0 - 10 | Zest'aponi           | 0 - 5  | 0 - 5       |

## Ottavi di finale
| Squadra 1                              | Totale           | Squadra 2           | Andata | Ritorno |
| -------------------------------------- | ---------------- | ------------------- | ------ | ------- |
| 25-26 settembre 2013 / 30 ottobre 2013 |                  |                     |        |         |
| Lok’omot’ivi Tbilisi                   | 0 - 7            | Chik. Sachkhere     | 0 - 3  | 0 - 4   |
| K'olkheti Khobi                        | 0 - 15           | Dinamo Tbilisi      | 0 - 9  | 0 - 6   |
| Met'alurgi Rustavi                     | 5 - 1            | K'olkheti-1913 Poti | 2 - 0  | 3 - 1   |
| Dila Gori                              | 2 - 2 (gfc)      | Dinamo Batumi       | 1 - 0  | 1 - 2   |
| Guria Lanchkhuti                       | 2 - 3            | Merani Mart'vili    | 1 - 2  | 1 - 1   |
| Sioni Bolnisi                          | 2 - 0            | Zest'aponi          | 1 - 0  | 1 - 0   |
| T'orp'edo Kutaisi                      | 4 - 4 (rig: 6-5) | Spartaki-Tskhinvali | 2 - 2  | 2 - 2   |
| Shukura Kobuleti                       | 2 - 2 (gfc)      | WIT Georgia         | 1 - 0  | 1 - 2   |

## Quarti di finale
| Squadra 1                        | Totale | Squadra 2        | Andata | Ritorno |
| -------------------------------- | ------ | ---------------- | ------ | ------- |
| 22 febbraio 2014 / 20 marzo 2014 |        |                  |        |         |
| T'orp'edo Kutaisi                | 1 - 4  | Dila Gori        | 1 - 2  | 0 - 2   |
| Sioni Bolnisi                    | 2 - 3  | Chik. Sachkhere  | 1 - 1  | 1 - 2   |
| Shukura Kobuleti                 | 3 - 0  | Merani Mart'vili | 0 - 0  | 3 - 0   |
| Met'alurgi Rustavi               | 1 - 6  | Dinamo Tbilisi   | 0 - 2  | 1 - 4   |

## Semifinali
| Squadra 1                      | Totale | Squadra 2       | Andata | Ritorno |
| ------------------------------ | ------ | --------------- | ------ | ------- |
| 8 aprile 2014 / 23 aprile 2014 |        |                 |        |         |
| Shukura Kobuleti               | 2 - 5  | Chik. Sachkhere | 1 - 2  | 1 - 3   |
| Dinamo Tbilisi                 | 5 - 2  | Dila Gori       | 1 - 0  | 4 - 2   |

## Finale
| Arbitro: | Tornike Gvantseladze |

|                                  |           |                   |
| Xisco Muñoz 23’ Martsvaladze 60’ | Marcatori | 49’ Datunaishvili |